# Osea Turagabeci
Osea W Tikomallepanoni Joseph Turagabeci (19 novembre 1994) è un calciatore figiano, attaccante del Suva.

## Carriera

### Nazionale
Dopo aver disputato 4 partite con la Nazionale Under-17, è convocato per i Giochi della XXXI Olimpiade, esordendo il 10 agosto 2016 nella terza partita persa per 10-0 contro la Germania.